# 瓦西里·瓦西里耶维奇·济明
瓦西里·瓦西里耶维奇·济明 (俄语：Васи́лий Васи́льевич Зими́н，1874年2月26日—1942年9月27日），外貝加爾哥薩克以及俄国白军軍官，生於俄羅斯帝國外貝加爾州赤塔, 曾參與鎮壓义和团运动、日俄战争、第一次世界大战以及俄国内战。1921年，瓦西里·瓦西里耶维奇·济明流亡中國。1922年來到上海，最終在上海去世，死後埋葬在外國墳山（今靜安公園）。